# Иванов, Юрий Павлович
Ю́рий Па́влович Ивано́в (род. 14 июля 1944, Батуми) — российский политический деятель, юрист, адвокат. Депутат Государственной Думы первого (1993—1995), второго (1995—1999) и четвёртого созывов (2003—2007), член фракции КПРФ.

## Биография
Родился 14 июля 1944 года в Батуми, в семье офицера-подводника. В 1962—1965 годах служил на Северном флоте ВМФ СССР в городе Полярном Мурманской области.
В 1970 году окончил юридический факультет Московского государственного университета.
С 1970 года — член Московской областной коллегии адвокатов. В середине 1980-х годов читал лекции по валютному, таможенному, налоговому законодательству на курсах предпринимателей. В МГУ вёл собственный курс «Практикум гражданского права». В ВЛКСМ и КПСС не состоял по политическим соображениям.
В 1991 году после ареста членов ГКЧП инициировал адвокатскую пресс-конференции в их защиту. Был адвокатом экс-председателя КГБ В. А. Крючкова, который впоследствии отзывался об Иванове с благодарностью, называл его «личностью во всех отношениях неординарной». В конце 1991 года защищал интересы КПСС в Конституционном суде. Осенью 1993 года поддержал оппозицию, после разгона Верховного Совета России был адвокатом А. Руцкого. По его доверенности подал иск с обвинением в клевете против журналиста А. Караулова, с которого затем был взыскан один миллион рублей.
В 1993 году избран депутатом Государственной Думы первого созыва по общефедеральному списку КПРФ. Вошёл в состав фракции КПРФ. Был членом Комитета по информационной политике и связи. Выступал против преобразования телекомпании «Останкино» в «ОРТ» и против передачи государственного телевидения в частные руки.
В 1995 году избран депутатом Государственной думы второго созыва по списку КПРФ (шёл под № 9 в списке). Первоначально вошёл в состав фракции КПРФ, с февраля 1996 года — член Аграрной депутатской группы. До 9 февраля 1996 года был членом Комитета по информационной политике и связи, затем — заместителем председателя Комитета по законодательству и судебно-правовой реформе, председателем подкомитета по вопросам административного законодательства и законодательства о правоохранительных органах, членом Мандатной комиссии. Признавал частную собственность, однако выступал за национализацию 200—300 крупных предприятий. Подвергал критике принятую конституцию, считая её «антинациональной и авторитарной», выступал за блокирование в Думе «любых норм, которые способствуют укреплению нынешнего режима».
В 2003 году избран депутатом Государственной думы четвёртого созыва по списку КПРФ, вошёл во фракцию КПРФ. Заместитель председателя Комитета по конституционному законодательству и государственному строительству. Член федеральной парламентской Комиссии по расследованию причин и обстоятельств совершения террористического акта в городе Беслане Республики Северная Осетия — Алания 1-3 сентября 2004 года. Критически относился к официальной версии произошедших событий, отказавшись поставить подпись под докладом парламентской комиссии.
Автор публикаций по праву и экономике, о роли СМИ в современном обществе, о политике и спорте (вёл обзоры чемпионата мира по футболу в «Советской России»). Автор газеты «Завтра».
Женат, имеет сына.

### Интервью и публикации
- За власть народа! // Завтра, № 21 (234), 26 мая 1998.
- Пан Вотруба в нижней палате // Завтра, № 7 (587), 16 февраля 2005.
- «Президент из списка свидетелей просто исчез…» // Новая газета, № 4, 23 января 2006.
- Презумпция виновности. Путин должен ответить на обвинения в коррупции // Каспаров.ру, 24.01.2011